# Un été à Rome (film)
Pour les articles homonymes, voir When in Rome.
Pour plus de détails, voir Fiche technique et Distribution.
Un été à Rome (When in Rome) est un film américain réalisé par Steve Purcell et sorti en 2002 directement en vidéo.

## Fiche technique
- Titre original : When in Rome
- Titre français et québécois : Un été à Rome
- Réalisation : Steve Purcell
- Scénario : Michael Swerdlick
- Production : Jeff Franks
- Sociétés de production : Dualstar Entertainment Group, Dualstar Productions, Easy Mañana, Tapestry Films, Warner Bros.
- Musique : Brahm Wenger
- Directeurs de la Photographie : Marcello Montarsi et David Lewis (II)
- Montage : Sherwood Jones
- Décors : Alessandra Querzola
- Costumes : Irene Bilo	et Laurel Goddard Thomas
- Pays d'origine :  États-Unis
- Langue originale : anglais
- Format : Couleurs - 1,33:1 - Dolby Digital - 35 mm
- Genre : Comédie
- Durée : 94 minutes
- Dates de sortie : 
  -  États-Unis : 26 novembre 2002 (directement en vidéo)
  -  France : 19 août 2004 (directement en vidéo)

## Distribution
- Ashley Olsen (VF : Dorothée Pousséo ; VQ : Bianca Gervais) : Leila
- Mary-Kate Olsen (VF : Dorothée Pousséo ; VQ : Bianca Gervais) : Charli
- Leslie Danon (VF : Ninou Fratellini ; VQ : Élise Bertrand) : Jami
- Julian Stone (en) (VF : Bernard Lanneau ; VQ : Denis Mercier) : Derek
- Michelangelo Tommaso (it) (VF : Benoît Du Pac ; VQ : Martin Watier) : Paolo
- Ilenia Lazzarin (en) (VF : Élodie Ben ; VQ : Camille Cyr-Desmarais) : Daria
- Archie Kao (VQ : Benoit Éthier) : Nobu
- Valentina Mattolini (VF : Delphine Allemane) : Heidi
- Derek Lee Nixon (VF : Denis Laustriat ; VQ : Nicholas Savard-L'Herbier) : Ryan
- Matt Patresi (VF : Mathieu Buscatto ; VQ : Benoît Rousseau) : Enrico
- Alberto Bognanni (it) (VF : Emmanuel Karsen) : Gianni
- Siro De Flammineis (VF : Fabrice Trojani) : Vittorio

 Source et légende : version française (VF) sur RS Doublage et Nouveau Forum Doublage Francophone ; version québécoise (VQ) sur Doublage.qc.ca